# Boris Becker
Boris Facund Becker (22 de novembro de 1967, Leimen, Alemanha) é um ex-tenista profissional alemão e ex-número um mundial. Venceu seis torneios do Grand Slam, foi medalha de ouro nos Jogos Olímpicos e o mais jovem vencedor do Torneio de Wimbledon. Becker é membro do International Tennis Hall of Fame desde 2003. Atualmente disputa torneios de pôquer, sendo patrocinado pelo PokerStars.
Possui o recorde de maior série de aces num só game: 5 aces (saindo de 0-40 contra Andrei Medvedev), na Hopman Cup de 1995. Também possui o recorde de maior número de viradas após estar com 0-2 em sets: 10.

## Carreira
Becker é o único filho de um arquiteto que construiu o centro do tênis onde Becker e uma outra grande tenista alemã, Steffi Graf, jogavam um contra o outro quando crianças.
Becker virou profissional em 1984, e ganhou seu primeiro título de duplas profissional esse ano em Munique.
Em 1986, Becker defendeu com sucesso seu título de Wimbledon, derrotando Ivan Lendl (que era o número 1 do mundo naquele ano) em sets diretos no final. Becker perdeu inesperadamente na segunda rodada de Wimbledon em 1987. Em 1988 perdeu a final de Wimbledon em quatro jogos para Stefan Edberg em um match que marcou o começo de uma grande rivalidade de Wimbledon. Becker também ajudou a Alemanha a ganhar sua primeira Copa Davis em 1988.
O ano de 1989 foi possivelmente o pico da carreira de Becker. Derrotou Edberg na final de Wimbledon, e venceu Lendl na final dos US Open. Ajudou também a Alemanha a revalidar a Copa Davis. Entretanto o ranking do mundo no. 1 iludiu-o ainda.
Em 1990, Becker encontrou-se com Edberg pelo terceiro ano consecutivo no final de Wimbledon, perdendo em um épico encontro no quinto set.
Becker alcançou o final do Open da Austrália pela primeira vez na sua carreira em 1991, onde derrotou Ivan Lendl para reivindicar finalmente no# 1 do ranking mundial e mantendo-se nessa posição por diversas semanas em 1991. Becker alcançou a final de Wimbledon em 1991, onde perdeu inesperadamente para seu compatriota alemão Michael Stich.
Becker e Stich em 1992 ganharam a medalha de ouro de duplas nos Jogos Olímpicos de Barcelona.
Becker alcançou o final de Wimbledon pela sétima vez em 1995, onde perdeu em quatro sets para Pete Sampras. Seu sexto título do Grand Slam veio em 1996, quando derrotou Michael Chang na final do Open da Austrália.
Becker jogava mais confortavelmente em superfícies rápidas, particularmente cortes da grama. Alcançou alguns finais em quadras da saibro, mas nunca ganhou nenhum torneio em saibro em sua carreira profissional. Seus melhores desempenhos no Open da França foram alcançar as semifinais em 1987, 1989 e 1991.
| “ | "Saibro era difícil porque era contra a minha personalidade. No saibro você ganha cometendo menos erros, enquanto nos outros pisos você vence fazendo mais winners. Eu nunca fui um cara que esperava o adversário errar. Então psicologicamente era sempre difícil para mim jogar no saibro. Eu tentei de tudo para vencer. Eu cheguei à final, semifinais de grandes torneios de saibro e nas semis de Roland Garros, mas eu nunca fui bom o suficiente. Perdi para Mats Wilander, que era melhor do que eu no saibro, eu perdi para Andre Agassi, que era melhor do que no saibro. Era apenas uma questão de qualidade de jogo, e minha qualidade de jogo não era boa o suficiente para vencer um Major no saibro." | ” |

.
Sobre o curso de sua carreira, Becker ganhou 49 títulos simples e 15 títulos de duplas. Além de seus seis títulos do Grand Slam, foi também o vencedor do campeonato Tennis Masters Cup em 1988, em 1992 e em 1995, e no Grand Slam em 1996. Na Copa Davis, seu registro da vítórias-derrotas era 54-12, incluindo um incrível 38-3 em jogos individuais. Ganhou também outros dois títulos internacionais para a sua equipa representando a Alemanha na Copa Hopman, (em 1995) e a World Team Cup (em 1989 e em 1998). O valor em prêmios da carreira de Becker totalizou $25.080.956.
Becker joga agora como sênior no ATP Tour. Permanece uma figura enormemente popular em Wimbledon e em documentários realizados para a BBC.
Boris Becker Percorre o Circuto do Pokerstars Europa Poker Tour (EPT) e pode ser encontrado nas mesas ONline com nick Boris Becker
Em 18 de dezembro de 2013 Novak Djokovic anunciou-o como seu novo técnico. Permaneceram juntos por três temporadas, nas quais Djoko ganhou 25 títulos, incluindo seis Grand Slams, terminando dois anos como número 1 do mundo. No final de 2016, após o sérvio perder o topo do ranking para Andy Murray, Becker e Djokovic anunciaram o fim da parceria.

### Grand Slam finais

#### Simples: 10 (6–4)
| Resultado | Ano  | Campeonato          | Piso  | Oponente      | Placar                       |
| Campeão   | 1985 | Wimbledon           | Grama | Kevin Curren  | 6–3, 6–7(4–7), 7–6(7–3), 6–4 |
| Campeão   | 1986 | Wimbledon (2)       | Grama | Ivan Lendl    | 6–4, 6–3, 7–5                |
| Vice      | 1988 | Wimbledon           | Grama | Stefan Edberg | 6–4, 6–7(2–7), 4–6, 2–6      |
| Campeão   | 1989 | Wimbledon (3)       | Grama | Stefan Edberg | 6–0, 7–6(7–1), 6–4           |
| Campeão   | 1989 | US Open             | Duro  | Ivan Lendl    | 7–6(7–2), 1–6, 6–3, 7–6(7–4) |
| Vice      | 1990 | Wimbledon           | Grama | Stefan Edberg | 2–6, 2–6, 6–3, 6–3, 4–6      |
| Campeão   | 1991 | Australian Open     | Duro  | Ivan Lendl    | 1–6, 6–4, 6–4, 6–4           |
| Vice      | 1991 | Wimbledon           | Grama | Michael Stich | 4–6, 6–7(4–7), 4–6           |
| Vice      | 1995 | Wimbledon           | Grama | Pete Sampras  | 7–6(7–5), 2–6, 4–6, 2–6      |
| Campeão   | 1996 | Australian Open (2) | Duro  | Michael Chang | 6–2, 6–4, 2–6, 6–2           |

## Jogos Olímpicos

### Duplas: 1 medalha (1 ouro)
| Posição | Ano  | Local     | Piso   | Parceiro      | Oponentes                  | Placar                       |
| Ouro    | 1992 | Barcelona | Saibro | Michael Stich | Wayne Ferreira Piet Norval | 7–6(7–5), 4–6, 7–6(7–5), 6–3 |

## Pós Carreira
Em 2002, o tenista foi condenado a dois anos de liberdade condicional e a pagar meio milhão de euros por fuga ao fisco, entre 1991 e 1993.
Em 29 de abril de 2022, foi condenado a dois anos e meio de prisão por fraude no Reino Unido e foi julgado por esconder centenas de milhares de libras após ter declarado falência.
Cumpriu 231 dias de prisão, após os quais foi deportado para a Alemanha.

## Bancarrota
Um tribunal inglês declarou, em 21 de junho de 2017, bancarrota ao antigo tenista alemão. Apesar dos advogados de Becker terem solicitado ao tribunal inglês de falências uma "última oportunidade" para pagar a dívida contraída de uma segunda hipoteca sobre uma propriedade em Maiorca, a chefe do registo civil responsável pelo caso, Christine Derret, declarou bancarrota ao alemão.